# Stazione di Cap-d'Ail
La stazione di Cap-d'Ail è una fermata ferroviaria della linea Marsiglia-Ventimiglia a servizio dell'omonimo comune situato nel dipartimento delle Alpi Marittime, regione Provenza-Alpi-Costa Azzurra alla frontiera con Monaco.
La fermata ha due binari per servizio viaggiatori.
È servita da TGV e dal TER PACA (Treno regionale della PACA).
La sua apertura all'esercizio avvenne nel 1868.